# La Liga de 1969–70
A La Liga de 1969–70 foi a 35º edição da Primeira Divisão da Espanha de futebol. Com 16 participantes, o campeão foi o Atlético de Madrid.